# Wikipédia en sicilien
Wikipédia en sicilien (en sicilien : Wikipedia n sicilianu, /wɪ.kɪ.ˈpɛ.d̪ja ˈn sɪ.ʃɪ.ˈlja.nʊ/) est l’édition de Wikipédia en sicilien, langue italo-romane parlée en Sicile et en Italie. L'édition est lancée en octobre 2004. Son code est : scn.
Au 22 mars 2025, l'édition en sicilien contient 26 346 articles et compte 47 254 contributeurs, dont 37 contributeurs actifs et 4 administrateurs.

## Présentation

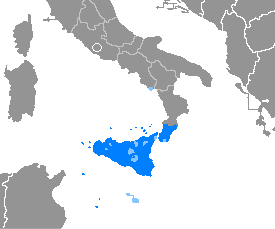
Aire de diffusion du sicilien.

## Statistiques
- En février 2009, l'édition en sicilien compte quelque 13 400 articles et 3 100 utilisateurs enregistrés.
- Le 1er novembre 2022, elle contient 26 225 articles et compte 41 855 contributeurs, dont 43 contributeurs actifs et 5 administrateurs.
- Le 23 août 2024, elle contient 26 291 articles et compte 46 039 contributeurs, dont 56 contributeurs actifs et 3 administrateurs.